# Вишњица (Милићи)
Вишњица је насељено мјесто у општини Милићи, Република Српска, БиХ. Према попису становништва из 2013. у насељу је живио само 21 становник.

## Историја
Дана 26. јуна 1995. у овом мјесту је изведен напад муслиманских снага из Сребренице, када је убијено 40 недужних становника Вишњице.

## Становништво
По посљедњем службеном попису становништва из 1991. године, насељено мјесто Вишњица имало је 79 становника.
| Националност       | 1991. | 1981. | 1971. | 1961. |
| Срби               | 67    | 111   | 158   | 172   |
| Муслимани          | 12    | 51    | 84    |       |
| остали и непознато |       |       |       | 13    |
| Укупно             | 79    | 163   | 242   | 185   |

| Демографија | Демографија | Демографија |
| Година      | Становника  | Становника  |
| ----------- | ----------- | ----------- |
| 1961.       | 185         |             |
| 1971.       | 242         |             |
| 1981.       | 163         |             |
| 1991.       | 79          |             |